# Санскары
Санскары (санскр. संस्कार, IAST: saṃskāra) — таинства, жертвоприношения и ритуалы, которые служат переходными обрядами и фиксируют различные этапы жизни индусов. Все люди, особенно дваждырождённые, должны совершать ряд жертвоприношений с подношениями богам, предкам и хранителям в соответствии с ведийскими изречениями о дхарме и праведной жизни. В широком смысле термином «санскара» обозначают действие ритуального характера, направленное на улучшение человека либо предмета.
В итоге санскары формируют классическую ритуальную систему, которая имеет прочные связи с идеологией как ведийского, так и домашнего (грихья) жертвоприношения, а также ритуалов шраута. В классический период для всех санскар требовались огонь, хома и присутствие обученных брахманов, которые одаривались (дакшина) на важном, уже заключительном этапе обряда. За исключением свадьбы и похорон, именно брахман совершал ритуалы, предваряя их несколькими подготавливающими действиями и объявляя о назначении обряда.
Каждое важное событие в жизни индусов отмечается совершением определённой санскары. Контролирующие путём ритуалов жизнь индивида ещё до рождения, они продолжаются вплоть до последнего жертвоприношения, то есть похорон. Выполнение их для многих индусов является способом достичь небо (сварга) после смерти. Также по поверьям индусов все изменения в жизни человека полны скрытых опасностей, и люди на пороге таких перемен в своей жизни особенно подвержены действиям демонов и колдунов. Санскары же защищают людей от таких губительных влияний.
В наши дни многие санскары урезаются по времени или вовсе игнорируются. Упанаяна, например, появляется часто лишь как символическая подготовка жениха к свадьбе. Руководства по санскарам часто учитывают местные традиции, что порождает многочисленные вариации ритуалов.
Кроме церемоний, слово «санскара» также используется в общении как обозначение критериев воспитания. Хорошая санскара — хорошее воспитание.
Многие из санскар уходят корнями в очень древние времена, некоторые, возможно, к доарийской эпохе. Основные признанные источники сведений о санскарах таковы: Веды, грихья-сутры, дхарма-сутры, итихасы, пураны и определённые смрити.

## Разногласия по поводу общего числа санскар
Число санскар было в одно время весьма велико. Почти каждый официальный обряд относился к санскарам и дополнялся ритуалами огня и воды, молитвами, жертвоприношениями, подношениями, очищениями и другими церемониями, регламентируемыми древними законами. Но уже в период сутр, когда проходит упорядочивание ритуалов, наибольшее число санскар достигает 48 («Гаутама-дхармасутра», VIII, 14-22), затем снижается до 40, затем до 18, 16, 12 или даже до 10. Современный же стандартный набор таких обрядов ограничен традиционными 12-ю или 16-ю санскарами, касающимися рождения, детства, инициации, свадьбы и смерти. Более половины из них относятся к первым трём годам жизни человека. Поздние ведийские грихья-сутры и послеведийские дхарма-шастры начинали список со свадьбы, ритуала, который в древности включал в себя начало половых отношений в семье и оплодотворение невесты на четвёртую ночь. В более поздние времена эта схема претерпела изменения.
Видьярамбха, ведарамбха и антьешти не перечисляются как отдельные санскары в древних текстах, например, в Ману-смрити или грихья-сутрах. К ним иногда добавляют карнаведху, и в результате список важнейших санскар сокращается соответственно до 12.

## 16 важнейших санскар
Хотя в грихья-сутрах число санскар варьируется между 12 и 18, позднее закрепляется комплекс из 16 санскар, известных как «Шодаша-санскара» (IAST: Ṣoḍaśa Saṃskāra). Они приводятся ниже.
1. Гарбхадхана (IAST: Garbhādhāna) — это акт зачатия. Эта первая санскара совершается непосредственно после каждого брачного союза. Акт первого полового контакта или оплодотворения известен как нишека.
2. Пумсавана (IAST: Puṃsavana) — ритуал, призванный гарантировать рождение мальчика. Совершается на третьем месяце беременности. Если это первая беременность, то может совершаться и на четвёртом месяце.
3. Симантоннаяна (IAST: Sīmantonnayana) — обряд, совершаемый на четвёртом месяце первой женской беременности и состоящий в разделении волос женщины для создания пробора.
4. Джатакарман (IAST: Jātakarman) — церемония, связанная непосредственно с рождением ребёнка. Предназначена для умственного развития ребёнка и обеспечивает хорошую удачу.
5. Намакарана (IAST: Nāmakaraṇa) — церемония присвоения имени ребёнку. Она совершается на 10-й либо 12-й день после рождения.
6. Нишкрамана (IAST: Niṣkrāmaṇa) — первое покидание ребёнком стен дома. Это обычно проходит на четвёртом месяце после рождения.
7. Аннапрашана (IAST: Annaprāśana) — ритуал, который проводится, когда ребёнку уже 6 месяцев отроду. Во время его ребёнок впервые принимает твёрдую пищу, чаще всего рис. Это важный ритуал для всех ответвлений индуизма.
8. Чудакарана (IAST: Cūḍākaraṇa) — также известен как чоулам (choulam) или мундана (mundana). Церемония состоит в первой стрижке детских волос. На третьем или пятом году жизни ребёнка голова его обривается, оставляя только небольшой пучок волос сзади.
9. Карнаведха (IAST: Karṇavedha) — прокалывание ушей. Это делается специальной иглой, а затем на рану наносится масло. Этот ритуал применяется и к мальчикам, и к девочкам.
10. Видьярамбха (IAST: Vidyāraṃbha), или Акшарарамбха — начало изучения ребёнком алфавита. Церемонией руководит его отец либо уважаемый учитель.
11. Упанаяна — церемония повязывания священного шнура, называемого яджнопавита. Выступая как посвящение мальчика в ученичество, она проводится учителем по достижении ребёнком 8 лет. Кроме священного шнура, мальчик облачается в шкуру антилопы под названием кришнаджина.
12. Ведарамбха — начало изучения Вед и упанишад.
13. Кешанта (IAST: Keśānta) — первое бритьё. Проводится в виде особой церемонии для юноши, достигшего 16 лет.
14. Самавартана (IAST: Samāvartana) — церемония, связанная с окончанием изучения Вед под руководством гуру. Она знаменует конец периода ученичества и ашрамы брахмачарина.
15. Виваха (IAST: Vivāha) — свадебный ритуал, играющий большую роль в жизни современных индусов.
16. Антьешти (IAST: Antyeṣṭi) — ритуалы, связанные с похоронами.

## Санскары и женский пол
До Ману-смрити основные ритуалисты определяли некоторых девушек как «брахмавадини» («толкователи священных текстов») и разрешали исполнение ими всех санскар. Остальные девушки довольствовались упанаяной и свадьбой. Со времён Ману основной санскарой для всех девушек считается свадьба. Следует также заметить, что первая менструация (раджодаршана или самартха) не является санскарой, хотя в Южной и Восточной Индии это событие исполняется как ритуал.